# Monilinia fructicola
La Monilinia fructicola è un fungo parassita delle piante da frutto. Attacca principalmente le Drupacee, ma può attaccare anche altre rosacee, tra cui le Pomacee. Colpisce principalmente i fiori e i frutti maturi, ma può colpire anche le foglie e i germogli. Il patogeno è molto simile a Monilinia fructigena e Monilinia laxa, ma ha un effetto più distruttivo.

## Sintomi
- Frutti: il fungo provoca un marciume, che si manifesta inizialmente con una macchia circolare di colore marrone; successivamente si ha la comparsa di cuscinetti conidici di colore grigiastro;
- Fiori: i petali divengono inizialmente di colore marrone chiaro, poi disseccano e si ricoprono di una muffa grigiastra;
- Foglie: assumono un colore marrone e poi disseccano;
- Rametti: si ha la formazione di cancri di colore brunastro con presenza di essudato gommoso e successivo disseccamento.

## Lotta
- Chimica - attuata con trattamenti invernali e primaverili a base di fitofarmaci;
- Biologica - ottenuta mediante asportazione, con la potatura, dei rametti disseccati, o recanti i cancri rameali e loro interramento o bruciatura.